# アブドゥル・ラヒム・アイェウ
アブドゥル・ラヒム・アイェウ（Abdul Rahim Ayew, 1988年4月16日 - ）は、ガーナのサッカー選手。ガーナ・タマレ出身。ポジションは守備的ミッドフィルダー。ジブラルタル・プレミアディヴィジョン、カレッジ・エウロパFC所属。

## 経歴

### クラブ
彼の父であるアベディ・ペレがかつて所属していたナニアFCでプロとしてのキャリアをスタートさせる。その後2008年、イレブン・ワイズに移籍。2009年4月、TSG1899ホッフェンハイムとの契約が合意にしたが、後に破談。6月にエジプト・プレミアリーグのアル・ザマレクに移籍した。

### 代表
イブラヒムはU-17、U-21、U-23と世代別代表を経験してきた。2009年、弟のアンドレに遅れること2年、ガーナ代表に選ばれる。2010年のアフリカネイションズカップにも出場する。また、アンドレとともに2010年ワールドカップ南アフリカ大会のメンバーにも選ばれた。

## 人物
父親は1990年代前半のマルセイユの中心選手でガーナ代表でも長く活躍したアベディ・ペレである。また、弟のアンドレ・アイェウ、ジョルダン・アイェウもガーナ代表のワールドカップメンバーに選出されたことのあるプロサッカー選手であり、叔父のクワメ・アイェウもガーナ代表経験のある元プロサッカー選手である。

## 代表歴

### 出場大会
- ガーナ代表
  - 2010 FIFAワールドカップ

### 試合数
- 国際Aマッチ 7試合 0得点（2009年-2010年）[1]

| ガーナ代表 | 国際Aマッチ | 国際Aマッチ |
| 年         | 出場        | 得点        |
| ---------- | ----------- | ----------- |
| 2009       | 1           | 0           |
| 2010       | 6           | 0           |
| 通算       | 7           | 0           |